# جیسون بکفورد
جیسون بکفورد (انگلیسی: Jason Beckford؛ زادهٔ ۱۴ فوریهٔ ۱۹۷۰) بازیکن فوتبال اهل بریتانیا است.
از باشگاه‌هایی که در آن بازی کرده‌است می‌توان به باشگاه فوتبال استوک سیتی، باشگاه فوتبال بلکبرن روورز، باشگاه فوتبال بری، باشگاه فوتبال نورث‌همپتون تاون، باشگاه فوتبال میلوال، باشگاه فوتبال منچستر سیتی، باشگاه فوتبال بیرمنگام سیتی، و باشگاه فوتبال پورت ویل اشاره کرد.